# ميمة (أصفهان)
ميمة (بالفارسية: میمه) هي مدينة تقع في إيران في Meymeh District. يقدر عدد سكانها بـ 5,733 نسمة .